# 太尉
太尉為中国、朝鮮半島和越南的古代职官。

## 中國
秦朝建國尉，在大良造之下。后改太尉，为最高军事长官，与丞相、御史大夫并称三公。西汉初沿置，但時置時廢，太尉往往在国家有重大军事行动时才任命，事毕则改官。西汉军制，平时朝廷军队分隶卫将军和诸校尉，战时任命骠骑将军、车骑将军或材官将军等诸将军指挥，太尉是皇帝在军事上的最高顾问，通常不直接领兵。
汉文帝三年后时省时置。汉武帝时，改太尉为大司马，作为大将军、骠骑将军的加号。东汉時复置太尉官，与司徒、司空为三公。历代沿置，均为加官，无实际职务。魏晉以後改太尉为三公之一，雖位高卻无实權。因宋朝定例以太尉为武官的最高等级，故習慣称高级军官为太尉。元朝時不常設，明朝時废。
汉
- 西漢：卢绾、周勃、灌嬰、周亚夫、
- 東漢：趙憙、虞延、牟融、鲍昱、邓彪、鄭弘、宋由、尹睦、张酺、张禹、徐防、张禹、李脩、司马苞、马英、刘恺、杨震、冯石、刘熹、朱宠、刘光、庞参、施延、庞参、王龚、桓焉、赵峻、李固、胡廣、杜喬、赵戒、袁汤、黄琼、刘矩、杨秉、陈蕃、周景、刘矩、闻人袭、刘宠、郭禧、闻人袭、李咸、段颎、陈耽、许训、刘宽、孟戫、张颢、陈球、桥玄、段颎、刘宽、许戫、杨赐、邓盛、张延、张温、崔烈、曹嵩、樊陵、马日磾、刘虞、董卓、黄琬、赵谦、马日磾、皇甫嵩、周忠、朱儁、杨彪

三國
- 魏：賈詡、鍾繇、華歆、司馬懿、滿寵、蔣濟、王淩、司馬孚、高柔、王祥、荀彧（贈）
- 蜀汉：上官勝
- 吴：弘璆、戴昌、范順

晋
- 何曾、司馬望、荀顗、陳騫、賈充、司馬亮、楊駿、石鑒、司馬泰、司馬允、陳准、司馬顒、司馬晏、劉寔、王衍、司馬模、荀藩、嵇紹（贈）、索綝、張軌、荀組、劉琨、荀組、司馬羕、祖約、陶侃、郗鑒、庾亮（贈）、桓溫、周頤、桓沖、桓玄、劉裕、劉宣範

十六国
- 前赵：王彰、刘易、马景、范隆、刘咸
- 成汉：李离、张宝
- 后赵：石虎、夔安、石韬、张举、申钟
- 前燕：封奕、阳骛、皇甫真
- 后燕：库傉官伟
- 南燕：封孚、慕容镇
- 后凉：吕纂
- 南凉：秃发俱延
- 前秦：雷弱儿、毛贵、鱼遵、苻菁、苻侯、李威、苻纂、张蚝、苻同成
- 后秦：姚旻、索棱

北朝
- 北魏：穆崇、穆观、长孙嵩、张黎、周忸、尉眷、乙浑、源贺、元长乐、元丕、元禧、元雍、元怿、元悦、元澄、皇甫度、元天穆、元徽、萧赞、长孙稚、尔朱度律、元宝炬、元谌、贺拔允
- 东魏：元坦、元悰、高盛、万俟普、元韶、元谌、元晖业、元旭、高岳
- 北齐：彭乐、司马子如、陆法和、尉粲、高湛、高淹、高济、高湝、娄睿、斛律光、高叡、徐显秀、高长恭、卫菩萨、高延宗
- 西魏：念贤、梁览、元赞、李弼、李虎

南朝
- 宋：刘道怜、刘义恭、沈慶之、刘祎、劉休仁、刘休范、萧道成、褚淵、王僧虔
- 齐：萧嶷、王敬则、陈显达、萧宝义、王亮、王志
- 梁：萧宏、元法僧、郭元建、萧纪、王僧辩、萧循、萧勃、王通、王瑒
- 陈：陳道譚（贈）、侯瑱、徐度（贈）
- 西梁：李廣（贈）、蕭岑、蕭巖

隋
- 獨孤庫者 581贈
- 于翼 581-583
- 楊爽 587贈
- 杨广 589-600
- 李渊 617-618
- 裴之隱 618兼
- 李密 618
- 王世充 619

唐
- 李世民 618-626
- 長孫無忌 649-659
- 李元嘉 683-685
- 李旦 705，710
- 李憲 713，733-741
- 李俶 757-758
- 李光弼 760-761，761-764
- 郭子仪 764
- 田承嗣 773-779
- 郭子仪 779-781
- 朱泚 781-784
- 李怀光 784-785
- 李晟 787-793
- 李德裕 844-846
- 李纮 876
- 高骈 876
- 杜让能 892-893
- 朱温 903-907

五代十国
徐温、徐知诰、趙思溫、李景迁、刘弘昌、董璋、石敬瑭、李德诚、李景通、杨光远、冯道、张彦泽、赵匡赞、马希广、周行逢、安审琦、李廷珪、李景遂、张业、李重进、赵匡胤
宋
符彦卿
李彝殷
李崇矩
杨业
潘美
楚昭辅
黎桓（检校）
王显
曹延禄
李英
王旦
冯拯
赵元佐
赵元俨
赵元偓
向敏中
曹利用
吕夷简
韩琦
陈升之
李德政（检校）
赵昕
贾昌朝
陈执中
梁适
程琳
狄青
杨察
郭逵（检校）
王拱辰（检校）
赵宗谔
文彦博
赵煦
赵颢
赵頵
赵佶（检校）
赵佖（检校）
赵俣（检校）
赵似（检校）
赵偲（检校）
李乾德（检校）
董毡（检校）
吕大防
苏颂
苏辙
赵宗晟
王存
梁焘
章惇
蔡京
童贯
高俅
梁师成
谭稹
郭药师
赵构（检校）
刘光世
李阳焕（检校）
韩世忠
张俊
岳飞
杨沂中
郭仲荀
吴璘
杨政
田师中
李天祚（检校）
刘锜
赵密
成闵
李显忠
张说
吴挺
韩同卿
吴曦
杨次山
陈日煚（检校）
辽
女里、耶律化哥、耶律吴哥、耶律韩留、耶律延禧、李处温、完颜挞不野
金
胡塔、完颜兖、完颜昂、仆散思恭、完颜晏、李石、完顏守道、徒单克宁、张汝弼、完颜匡
元
哈喇哈孙、铁木迭儿、拜住、不花、塔失海牙、众家奴、月阔察儿、汪家奴、也先帖木兒、纳麟、答失八都鲁、张士诚、达识帖睦迩、纽的该、完者帖木兒、孛罗帖木儿、扩廓帖木儿、火你赤、帖里帖木儿、也速、脱火赤
陈汉
张定边

## 越南
前黎朝
范巨倆
王明提
李朝
李征顯
阮光利
郭盛溢
李常傑
劉慶覃
黎伯玉
楊英珥
李公平
杜英武
蘇憲誠
劉慶譚
蘇忠詞
譚以蒙
陳嗣慶
陳承
陳朝
陳柳
范敬恩
陳日皎
陳光啓
陳德曄
陳日燏
陳國顙
陳元晫
陳𩖃
黎初朝
黎篆
陳元扞
琴貴
黎可
黎受
黎凌潛
阮熾
黎壽域
黎輔
莫朝
阮敬
阮凱康
黎中興朝
丁公
鄭松
黃廷愛
阮有僚
阮潢
鄭梉
鄭樗
鄭楷
鄭橋
鄭柞
阮福瀕
鄭槻
鄭根
鄭栢
鄭柄
鄭棡
鄭杠
西山朝（大司馬）
吳文楚
阮文名
阮朝